# Faro de Bleda Plana
El faro de Bleda Plana es un faro situado en Ibiza, en las Islas Baleares, España. Está gestionado por la autoridad portuaria de Baleares.

## Historia
Se comienza a construir por la administración en 1926 y se inaugura el 7 de junio de 1927. Comenzó iluminando con un destellador AGA KMEA 130 TRAD 130, con una característica de destellos aislados luz 0,3 oc 1 = 1’3 segundos. Todo ello automatizado mediante la correspondiente válvula solar. En el año 2009 fue retirada su linterna y colocada una nueva, todo ello mediante la ayuda de un helicóptero.